# Michelle Kroppen
Michelle Kroppen (n. 19 aprilie 1996, Kevelaer, Renania de Nord-Westfalia, Germania) este o arcașă ce a reprezentat Germania, medaliată olimpică. A participat la 2 ediții ale Jocurilor Olimpice (2020, 2024) în care a câștigat o medalie de argint și o medalie de bronz.